# Siocon
Siocon (Bayan ng Siocon) är en kommun i Filippinerna. Kommunen ligger på ön Mindanao, och tillhör provinsen Zamboanga del Norte. Folkmängden uppgår till 32 699 invånare.

## Barangayer
Siocon är indelat i 26 barangayer.
| - Andres Micubo Jr. (Balili) - Balagunan - Bucana - Bulacan - Candiz - Datu Sailila - Dionisio Riconalla - Jose P. Brillantes, Sr. (Old Lituban) - Latabon - Makiang - Malambuhangin - Malipot - Manaol | - Mateo Francisco - Matiag - New Lituban - Pangian - Pisawak - Poblacion - S. Cabral - Santa Maria - Siay - Suhaile Arabi - Tabayo - Tagaytay - Tibangao |